# Greene Ridge
Greene Ridge är en bergstopp i Antarktis. Den ligger i Östantarktis. Australien gör anspråk på området. Toppen på Greene Ridge är 2 208 meter över havet, eller 7 meter över den omgivande terrängen. Bredden vid basen är 0,31 km.
Terrängen runt Greene Ridge är huvudsakligen kuperad, men åt sydost är den bergig. Greene Ridge ligger uppe på en höjd som går i nord-sydlig riktning. Trakten är obefolkad. Det finns inga samhällen i närheten.